# Aldersjön, Medelpad
Aldersjön är en sjö i Timrå kommun i Medelpad och ingår i Indalsälvens huvudavrinningsområde. Sjön har en area på 1,01 kvadratkilometer och ligger 316,1 meter över havet. Sjön avvattnas av vattendraget Eksjöån.

## Delavrinningsområde
Aldersjön ingår i det delavrinningsområde (696794-157348) som SMHI kallar för Utloppet av Aldersjön. Medelhöjden är 360 meter över havet och ytan är 8,82 kvadratkilometer. Det finns inga avrinningsområden uppströms utan avrinningsområdet är högsta punkten. Eksjöån som avvattnar avrinningsområdet har biflödesordning 4, vilket innebär att vattnet flödar genom totalt 4 vattendrag innan det når havet efter 51 kilometer. Avrinningsområdet består mestadels av skog (81 procent). Avrinningsområdet har 1,01 kvadratkilometer vattenytor vilket ger det en sjöprocent på 11,5 procent.